# Périgny (Allier)
Périgny é uma comuna francesa na região administrativa de Auvérnia-Ródano-Alpes, no departamento Allier. Estende-se por uma área de 27,73 km². Em 2010 a comuna tinha 450 habitantes (densidade: 16,2 hab./km²).